# Епархия Венадо-Туэрто
Епархия Венадо-Туэрто (лат. Dioecesis Cervi Lusci) — епархия Римско-Католической церкви с центром в городе Венадо-Туэрто, Аргентина. Епархия Венадо-Туэрто входит в митрополию Росарио. Кафедральным собором епархии Венадо-Туэрто является церковь Непорочного Зачатия Пресвятой Девы Марии.

## История
12 августа 1963 года Папа Римский Павел VI выпустил буллу «Summorum Pontificum», которой учредил епархию Венадо-Туэрто, выделив её из епархии Росарио, которая была одновременно возведена в ранг архиепархии.

## Ординарии епархии
- епископ Fortunato Antonio Rossi (12.08.1963 — 11.11.1977), назначен епископом Сан-Николаса-де-лос-Арройоса;
- епископ Mario Picchi, S.D.B.[1] (31.03.1978 — 19.06.1989);
- епископ Paulino Reale Chirina (19.06.1989 — 16.12.2000);
- епископ Gustavo Arturo Help (с 16 декабря 2000 года).